# Stanley Burleson
Stanley Burleson (* 1. September 1966 in Zaandam) ist ein niederländischer (Musical)-Tänzer, Sänger, Choreograf und Schauspieler.

## Leben
Burleson hat die Choreographie von einer Vielzahl von Theater- und Fernsehprogrammen, einschließlich der Spielfilme von Karin Bloemen und Paul de Leeuw Movie! choreographiert. Er hat die Choreografie der Musiktheater-Produktion Nilsson starring Bill van Dijk mitgestaltet. Er war der Regisseur und Choreograf des ABBA-Musicals Dancing Queens. Als Choreograf, Sänger, Tänzer und Moderator, war er mitverantwortlich für die Millenniums-Show auf dem Dam in Amsterdam am 31. Dezember 1999. Februar 2000 gab er die Choreographie von No Goodbyes an Linda Wagenmakers ab, die gewinnende Nummer des National Song Festival in Ahoy Rotterdam. Am 13. Mai 2000 wurde er erneut verantwortlich für die Inszenierung von diesem Song beim Eurovision Song Contest in Stockholm. Im Jahre 2000 war er verantwortlich für Regie und Choreografie des Musicals Tango Valentino und die Choreografie des Musicals Boyband und Diana.
Burleson ist auch verantwortlich für eine Reihe von Jahren die Zusammensetzung, die Inszenierung und Choreographie von Musicals in Concert, Musicals in Ahoy' und der Musical Awards Gala. Im Jahr 2008 gewann Stanley einen John Kraaijkamp Musical Award für seine Choreographie für Ciske de Rat – das Musical. Dann nahm er die Choreographie für Sunset Boulevard und Joseph And The Amazing Technicolor Dreamcoat (Zusammenarbeit) selber auf. Die Choreographie von Joseph And The Amazing Technicolor Dreamcoat werden er und sein Partner John nominiert für den Kraaijkamp Musical Award.
Burleson gab Tanzunterricht im Barry Stevens Dance Unlimited, Amsterdam Dance Center, Studio Tendenza in Wormerveer, Brian Rogers und der Tanzausbildung in England. Die feste Choreographie an der jährlichen Musical Gala wird von ihm zur Verfügung gestellt.

## Rollen

### Musical Rollen
- Cats (1987) als Anlage Tuk Wanker, Barn Nelis und Snorre Scha
- Evita (1987–1988) als Tangotänzer (ensemblerol)
- Les Miserables (1991) als Montparnasse (ensemblerol)
- Faya (1995–1996) als Yori
- Miss Saigon (1996–1997) als John
- Joe – Das Musical (1997–1998) als Joe
- Chicago (1999) als Billy Flynn
- Elisabeth (2000) als Tod
- Fosse (2002)
- 3 Musketiere (2003) als Kardinal Richelieu
- Passion (2005) als Giorgio
- Beauty and the Beast (2005–2007) als Biest
- Evita (2007–2009) als Che Guevara
- Disney Musical Sing-A-Long (2009–2010) (verschiedene)
- La Cage Aux Folles (2010) als Georges

### Theater
- Adele in Casablanca (1990) – mit Adele Bloemendaal
- Simone & Friends (1992) – mit Simone Kleinsma
- La Flowers (1993) – Karin Bloemen
- La on Tour (1994) – Karin Bloemen
- Karin in Concert (1995) – Karin Bloemen
- Musicals in Concert I (2002) von Joop van den Ende Theater Productions
- Cirque Stiletto (2009) mit Ellen ten Damme
- Sondheim im Song (2010)

## Filmografie
- 1995: Movie!
- 2001: Der Super-Mond

## Auszeichnungen
- 1998: Goldene Notekraker für seine herausragenden Leistungen in Kabarett und Musical.
- 2000: John Kraaijkamp Musical Award: Bester Hauptdarsteller – Der Tod von Elizabeth
- 2005: John Kraaijkamp Musical Award: Bester Hauptdarsteller in einer großen musikalischen – Giorgio in Passion
- 2008: John Kraaijkamp Musical Award: Beste Choreografie / Musical Staging – Choreographie Ciske de Rat
- 2008: John Kraaijkamp Musical Award Nominierung: Beste männliche Hauptrolle in einem großen Musical – Che in Evita
- 2009: John Kraaijkamp Musical Award Nominierung: Beste Choreografie / Musical Staging – Joseph And The Amazing Technicolor Dreamcoat